# خوان بابلو رويز بيريز
خوان بابلو رويز بيريز (بالإسبانية: Juan Pablo Ruiz Pérez)‏ (5 نوفمبر 1982 في إسبانيا - ) هو لاعب كرة قدم إسباني في مركز الهجوم. لعب مع إيسيخا بالومبيي وراسينغ كلوب بورتوينسي وسبورتنغ ماهونيس ونادي كارتاخينا وريال بيتيس بي وHellín Deportivo ‏ وDos Hermanas CF ‏ ونادي الخيسيراس وLucena CF ‏.

## وصلات خارجية
- خوان بابلو رويز بيريز على موقع قاعدة بيانات كرة القدم.إي يو (الإنجليزية)
- خوان بابلو رويز بيريز على موقع Soccerway.com (الإنجليزية)
- خوان بابلو رويز بيريز على موقع AS.com (الإسبانية)